# Liga de Voleibol Superior Masculino 1989
La Liga de Voleibol Superior Masculino 1989 si è svolta nel 1989: al torneo hanno partecipato 14 franchigie portoricane e la vittoria finale è andata per la nona volta, la seconda consecutiva, ai Changos de Naranjito.

## Regolamento
La competizione vede le quindici franchigie partecipanti divise in due gruppi, detti Sezione A e Sezione B, e posti in posizione gerarchica tra loro:
- Nella Sezione A concorrono sette franchigie, che danno vita ad un girone all'italiana:

Le prime quattro classificate accedono ai play-off scudetto, dove si affrontano in quattro round-robin dai quali le prime due classificate accedono alla finale scudetto, disputata al meglio delle sette gare;
L'ultima classificata retrocede in Sezione B;
- Nella Sezione B concorrono sette franchigie, che danno vita ad un girone all'italiana:

Le prime quattro classificate accedono ai play-off promozione, dove si affrontano in due round-robin dai quali le prime due classificate accedono alla finale dei play-off promozione, disputata al meglio delle sette gare;

## Squadre partecipanti[1]
| Sezione A: - Caribes de San Sebastián - Changos de Naranjito - Criollos de Caguas - Leones de Ponce - Patriotas de Lares - Plataneros de Corozal - Vampiros de Moca | Sezione B: - Bravos de Cidra - Bucaneros de Arroyo - Cafeteros de Yauco - Corsarios de Cabo Rojo - Gigantes de Adjuntas - Montañeses de Utuado - Playeros de San Juan |

## Campionato[1]

### Sezione A

#### Regular season

##### Classifica
| Pos. | Squadra                  | Pt | G  | V  | P  | SV | SP | Ratio | PF | PS | Ratio |
| ---- | ------------------------ | -- | -- | -- | -- | -- | -- | ----- | -- | -- | ----- |
| 1    | Changos de Naranjito     | 48 | 24 | 24 | 0  |    |    |       |    |    |       |
| 2    | Caribes de San Sebastián | 36 | 24 | 18 | 6  |    |    |       |    |    |       |
| 3    | Plataneros de Corozal    | 30 | 24 | 15 | 9  |    |    |       |    |    |       |
| 4    | Vampiros de Moca         | 24 | 24 | 12 | 12 |    |    |       |    |    |       |
| 5    | Criollos de Caguas       | 18 | 24 | 9  | 15 |    |    |       |    |    |       |
| 6    | Leones de Ponce          | 6  | 24 | 3  | 21 |    |    |       |    |    |       |
| 7    | Patriotas de Lares       | 6  | 24 | 3  | 21 |    |    |       |    |    |       |

| Ai play-off scudetto |

##### Gara di spareggio
|  | Gara di spareggio |                    |   |  |
|  |                   |                    |   |  |
|  | 6                 | Leones de Ponce    | 0 |  |
|  | 7                 | Patriotas de Lares | 1 |  |

#### Play-off

##### Round-robin

###### Classifica
| Pos. | Squadra                  | Pt | G  | V  | P  | SV | SP | Ratio | PF | PS | Ratio |
| ---- | ------------------------ | -- | -- | -- | -- | -- | -- | ----- | -- | -- | ----- |
| 1    | Changos de Naranjito     | 22 | 12 | 11 | 1  |    |    |       |    |    |       |
| 2    | Caribes de San Sebastián | 14 | 12 | 7  | 5  |    |    |       |    |    |       |
| 3    | Plataneros de Corozal    | 8  | 12 | 4  | 8  |    |    |       |    |    |       |
| 4    | Vampiros de Moca         | 4  | 12 | 2  | 10 |    |    |       |    |    |       |

| In finale scudetto |

##### Finale scudetto
|  | Finale scudetto |                          |   |  |
|  |                 |                          |   |  |
|  | 1               | Changos de Naranjito     | 4 |  |
|  | 2               | Caribes de San Sebastián | 0 |  |

### Sezione B

#### Regular season

##### Classifica
| Pos. | Squadra                | Pt | G  | V  | P  | SV | SP | Ratio | PF | PS | Ratio |
| ---- | ---------------------- | -- | -- | -- | -- | -- | -- | ----- | -- | -- | ----- |
| 1    | Corsarios de Cabo Rojo | 40 | 24 | 20 | 4  |    |    |       |    |    |       |
| 2    | Montañeses de Utuado   | 36 | 24 | 18 | 6  |    |    |       |    |    |       |
| 3    | Playeros de San Juan   | 28 | 24 | 14 | 10 |    |    |       |    |    |       |
| 4    | Cafeteros de Yauco     | 24 | 24 | 12 | 12 |    |    |       |    |    |       |
| 5    | Bravos de Cidra        | 24 | 24 | 12 | 12 |    |    |       |    |    |       |
| 6    | Gigantes de Adjuntas   | 12 | 24 | 6  | 18 |    |    |       |    |    |       |
| 7    | Bucaneros de Arroyo    | 4  | 24 | 2  | 22 |    |    |       |    |    |       |

| Ai play-off promozione |

##### Gara di spareggio
|  | Finale scudetto |                    |   |  |
|  |                 |                    |   |  |
|  | 4               | Cafeteros de Yauco | 1 |  |
|  | 5               | Bravos de Cidra    | 0 |  |

#### Play-off promozione

##### Classifica
| Pos. | Squadra                | Pt | G | V | P | SV | SP | Ratio | PF | PS | Ratio |
| ---- | ---------------------- | -- | - | - | - | -- | -- | ----- | -- | -- | ----- |
| 1    | Cafeteros de Yauco     | 8  | 6 | 4 | 2 |    |    |       |    |    |       |
| 2    | Playeros de San Juan   | 6  | 6 | 4 | 3 |    |    |       |    |    |       |
| 3    | Montañeses de Utuado   | 6  | 6 | 3 | 4 |    |    |       |    |    |       |
| 4    | Corsarios de Cabo Rojo | 4  | 6 | 2 | 4 |    |    |       |    |    |       |

| In finale play-off promozione |

##### Finale promozione
|  | Finale scudetto |                      |   |  |
|  |                 |                      |   |  |
|  | 1               | Cafeteros de Yauco   | 4 |  |
|  | 2               | Playeros de San Juan | 3 |  |